# Trisme
El trisme és la contracció constant i involuntària dels músculs de la masticació (músculs pterigoïdal medial, pterigoïdal lateral i masseter), que disminueix o impedeix l'obertura de la boca. Desapareix amb anestèsia general, al contrari del que succeeix amb la constricció, en què obrir la boca esdevé mecànicament impossible.
L'obertura bucal normal és de tres dits. Després d'un trisme, es pot veure disminuïda fins a un dit, o fins i tot cap.
La cirurgia correctora del trisme s'anomena coronoïdectomia.

## Etiologia
- Amigdalitis: el trisme és un símptoma freqüent de l'amigdalitis complicada amb un flegmó periamigdalar.
- Tètanus: el trisme és un símptoma precoç d'una infeccció tetànica.
- Xarampió.
- Ràbia.
- Artritis temporomandibular: el trisme és molt freqüent en totes les infeccions d'origen dental.
- Fractura de la mandíbula.
- Cel·lulitis d'origen generalment dental, la causa més freqüent.
- Infecció local.
- Ingestió de certs estupefaents (amfetamines).
- També és freqüent després de l'extracció dels queixals del seny inclosos. En aquest cas no està relacionat amb una infecció sinó amb una inflamació, fase inicial normal de la cicatrització.
- Efecte secundari d'un tractament constituït per neurolèptics.
- Coma hipoglucèmic.
- Arteritis de la temporal (malaltia de Horton), associada o no a dolors mandibulars.
- Infecció vírica (especialment pel parvovirus B19, que causa dolors articulars en l'adult).
- Símptoma postanestèsic quan l'anestèsia es realitza a l'espina de Spix.
- Ingestió de certes drogues al·lucinògens com l'MDMA, el metilfenidat i la cocaïna.